# Jonathan de León
Jonathan Josué de León Paz, né le 14 octobre 1993, est un coureur cycliste guatémaltèque. Il participe à des compétitions sur route et en VTT.

## Palmarès sur route

### Par année
- 2013
  - 6e étape du Tour du Guatemala
- 2014
  - 7e étape du Tour du Guatemala
- 2016
  - 8e étape du Tour du Guatemala
- 2017
  - 2e du championnat du Guatemala du contre-la-montre par équipes
- 2018
  - 3e du Tour du Guatemala
- 2019
  - 2e du championnat du Guatemala du contre-la-montre par équipes
- 2022
  - 1re étape du Tour du Honduras (contre-la-montre par équipes)

### Classements mondiaux
| Année            | 2013 | 2014 | 2015 | 2016 | 2017 | 2018 | 2019 |
| ---------------- | ---- | ---- | ---- | ---- | ---- | ---- | ---- |
| UCI America Tour | 254e | 142e | 204e |      | 272e | 184e | 203e |

## Palmarès en VTT
| - 2014 - Champion du Guatemala de cross-country - 2015 - Champion du Guatemala de cross-country - 2016 - Champion du Guatemala de cross-country | - 2017 - Champion du Guatemala de cross-country - 2018 - Champion d'Amérique centrale de cross-country - Champion du Guatemala de cross-country |  |